# Højttaler
En højttaler er en transducer, som omsætter et vekslende signal af elektrisk energi til lyd.

## Historie
Johann Philipp Reis installerede en elektrisk højttaler i sin telefon i 1861, der var i stand til at gengive rene toner, og efter nogle forbedringer også kunne gengive tale. Alexander Graham Bell fik patent på den første elektriske højttaler i 1876 og i 1877 fik Ernst Siemens patent på en forbedret version. Omkring 1900 blev udstedt forskellige patenter på højttalere, der blev drevet af komprimeret luft. Disse var dog mindre anvendelige.
Den første eksperimentelle højttaler med bevægelig spole ("moving coil") blev opfundet af Oliver Lodge in 1898. De første praktisk anvendelige eksemplarer af denne højttaler blev fremstillet af den danske ingeniør Peter L. Jensen og Edwin Pridham i 1915, i Napa i Californien.  Jensen kunne ikke opnå patent på sine produkter. Højttalerne kunne ikke sælges til brug i telefoner, men blev i stedet benyttet i radioapparater og i PA-anlæg og solgt under navnet Magnavox, hvor Jensen var medejer.

## Dynamisk højttaler
H.C. Ørsted opdagede, at elektrisk strøm og magneter påvirker hinanden. Princippet er i dag kendt som Laplaces lov: Er et specialtilfælde af Lorentzkraften. Siden har andre opdaget, at man kan anvende denne vekselvirkning til at lave lyd med, ved fx at lime ledningen (svingspolen) fast på en tragt af langfibret pap. Et eksempel er den dynamiske højttaler. 
Når strømmen skiftevis sendes den ene og så den anden vej igennem svingspolen, bliver denne skubbet ud og trukket ind som konsekvens af magnetens magnetfelt og strømmens retning. Svingspolen kan være lavet af lakisoleret kobbertråd eller aluminiumstråd viklet på pap eller slidset aluminiumsfolie. Svingspoleformen af aluminiumsfolie skal være slidset, så den ikke opfører sig som en kortsluttet spolevinding.
Centreringsskiven (figur: Spider) holder membranen centreret. Svingspolen er limet fast på membranen. Derfor bliver svingspolens vibrationer overført til membranen, så vibrationerne via luften bredes til vores ører.

## Den permadynamiske højttaler
Denne type højttaler kendetegnes ved den permanente magnet, som afløste den elektrodynamiske magnet, der skulle have tilført en jævnspænding for at frembringe magnetfeltet. Et andet kendetegn er svingspolen lavet af kobber- eller aluminiumstråd. Svingspolen sidder imellem den permanente magnets nord- og sydpol. Den permanente magnet kaldes også højttalermagneten. Den er udformet, så den passer til spolens cirkulære form: Sydpolen er for eksempel i en ring rundt om spolen, mens nordpolen sættes i en cylinderform inden i spolen, så der er en cylindisk luftspalte mellem dem.
Når højtaleren tilføres vekselstrøm, vil spolen bevæge sig frem og tilbage i luftspalten. Da der i højttalermagnetens luftspalte er et kraftigt magnetfelt, vil selv relativt svage vekselstrømme sætte spolen i bevægelse. 
For at omsætte spolens bevægelser til luftbevægelser, altså lyd, er den forbundet med en membran, der bevæger sig i takt med den. Af praktiske årsager, såsom stivhed, er membranen normalt kegleformet. Både spolen og membranen er centrerede af de elastiske styr, der sørger for, at de kun kan bevæge sig frem og tilbage (i en akse og altså ikke til siderne). Vekselstrømmen leveres typisk fra et forstærkeranlæg. Således kan en højttaler omsætte elektriske svingninger til mekanisk fremstillede lydbølger.